# 八丈島灯台
八丈島灯台（はちじょうじまとうだい）は、東京都八丈町末吉の石積ケ鼻にある白亜の灯台である。別名、末吉灯台。

## 概要
八丈島の東端の石積ケ鼻に建つ灯台である。船舶気象通報と無線方位信号所、八丈島ディファレンシャルGPS局がある。

## 歴史
- 1951年（昭和26年）6月10日 - 初点灯
- 2016年（平成28年）9月30日 - 船舶気象通報、ディファレンシャルGPS局からの気象メッセージの配信を廃止[1]。
- 2019年（平成31年）3月、ディファレンシャルGPS局を廃止[2]。

## 交通アクセス
八丈町営バス末吉小学校バス停留所から徒歩7分。